# Åke Sandholm
Åke Sigvald Sandholm, född den 14 juli 1920 i Korpo, död 18 mars 1993, var en finlandssvensk professor och författare.
Han var son till lotsen John Selim Sandholm och Signe Eugenia Eklund. Sandholm blev student år 1939, filosofie kandidat år 1947 och magister 1949. 
Han verkade som lektor i Svenska flickskolan i Åbo 1948-1955 och i Åbo svenska flicklyceum 1954-1970. Han var vicerektor för bägge skolorna år 1954-1970. Sandholm studerade också teologi och blev teologie kandidat år 1951 samt licentiat år 1959. Han prästvigdes år 1954. Han blev teologie doktor år 1963 och var därefter docent i praktisk teologi år 1965-1977. År 1977 blev Sandholm professor vid Åbo Akademi.
Sandholm gifte sig med farmaceuten Kaisu Helena Koskinen år 1946. Paret fick två barn, det ena av dem skådespelaren Rita Polster (född 1948). 

## Publikationer
- Kärnvirke: sommarhistorier från skärgården ; teckningarna av Rolf Sandqvist. Schildt, Helsingfors 1945
- Hakonssönerna: roman. Förlaget Bro, Åbo 1946
- Klockarämbetet i den svenska kyrkoprovinsen under medeltiden, väitöskirja. Acta Academiae Aboensis. Series A, Humaniora 26, 1. Åbo Akademi, Åbo 1963
- Sommarskär; omslag och illustrationer av Olle Snismark. Smålänningens förlag, Stockholm 1964
- Primsigningsriten under nordisk medeltid. Acta Academiae Aboensis. Series A, Humaniora 29, 3. Åbo Akademi, Åbo 1965
- Kyrkans omsorg om sjuka och fattiga i Sverige-Finland intill mitten av 1700-talet. Åbo 1966
- Klockarna i Finland på 1500- och 1600-talen. Acta Academiae Aboensis. Series A, Humaniora 32, 2. Åbo Akademi, Åbo 1966
- Kyrkan och hospitalshjonen: en undersökning rörande omsorgen om de sjuka och fattiga i välfärdsanstalterna i Finland. Suomen kirkkohistoriallisen seuran toimituksia 88. Helsingfors 1973
- Hospitalet i Helsingfors 1550-1840: huvudstadens äldsta social- och sjukvårdsanstalt. Helsingfors i forna tider 3. Helsingfors-samfundet, Helsingfors 1974
- Kyrka bakom anstaltsdörrar: själavården bland de sinnessjuka i vårdanstalterna i Finland intill början av 1900-talet. Institutionen för praktisk teologi vid Åbo Akademi. Skrifter 13. Åbo Akademi, Åbo 1976
- Själavård i Borgå stift: preliminär rapport från en undersökning angående själavårdsarbetet i det svenska stiftet ; kirj. Aulis Gröndahl, Fride Hedman, Åke Sandholm. Institutionen för praktisk teologi vid Åbo Akademi. Skrifter 14. Åbo Akademi, Åbo 1976